# Floriane Chinsky
Pour les articles homonymes, voir Chinsky.
Floriane Chinsky est une rabbin française, née le 12 janvier 1974 à Paris. Elle est rabbin massorti en Israël, ensuite réformé puis massorti en Belgique, et enfin réformé en France.

## Biographie

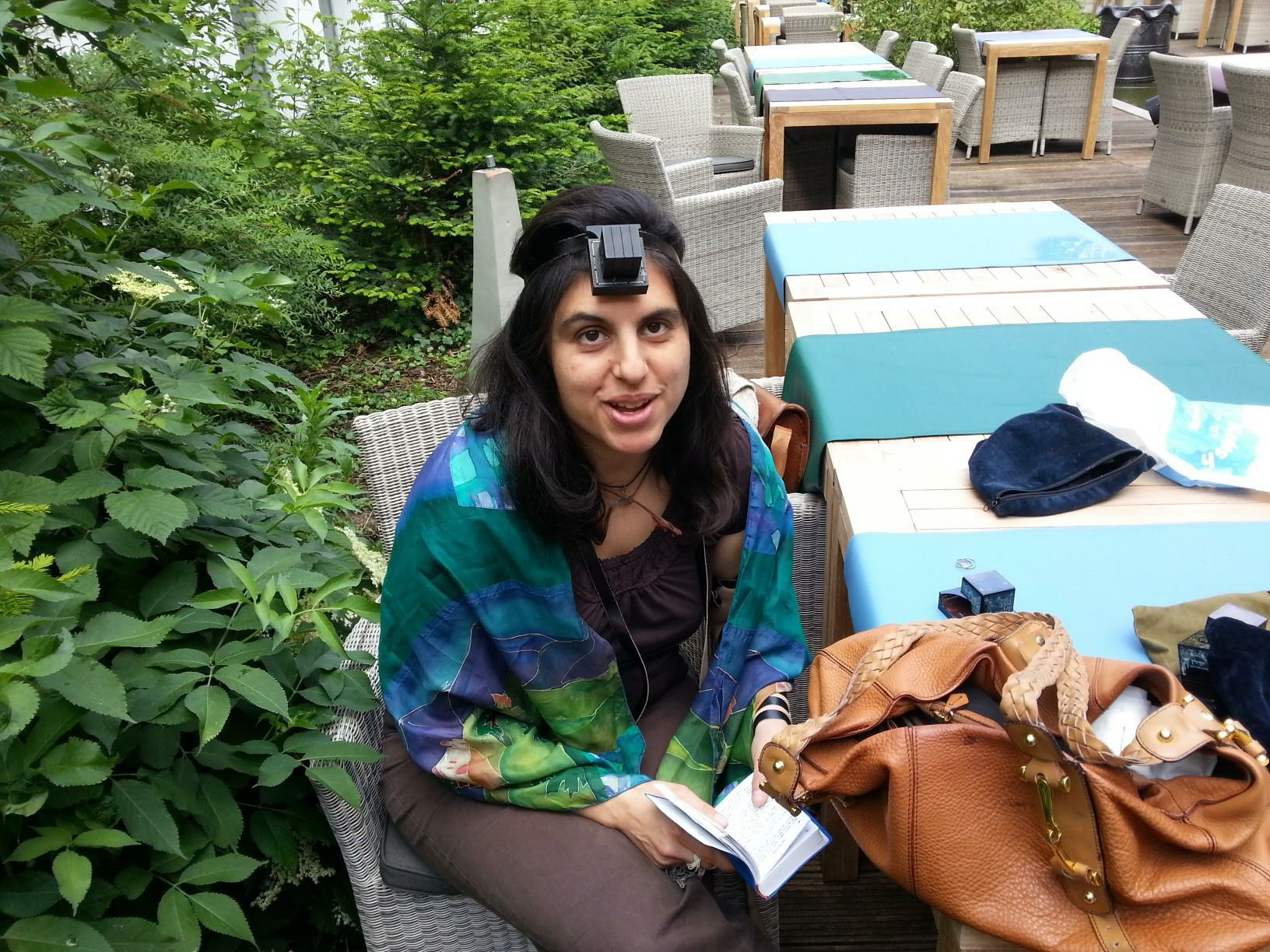
Floriane Chinsky, portant talith et tefilins.

### Études
Floriane Chinsky naît à Paris en 1974. Après des études secondaires au lycée Charlemagne, elle étudie à l'université Panthéon-Assas où elle obtient un DEA de sociologie du droit en soutenant un mémoire intitulé L'Attribution juridique de l'appartenance à la société juive française, divergences et convergences des rabbins sur trois facteurs fondamentaux » en 1996. En 2005, elle soutient sa thèse de doctorat de sociologie du droit intitulée Les Représentations de la loi juive et de sa flexibilité.
Elle étudie au Schechter Institute of Jewish Studies (en), institut de formation du mouvement massorti de Jérusalem, de 2000 à 2005. Elle obtient un master des sciences du judaïsme et son ordination rabbinique en 2005, devenant ainsi la première Française ordonnée par le Schecter institute.
Floriane Chinsky est la troisième Française ordonnée rabbin.

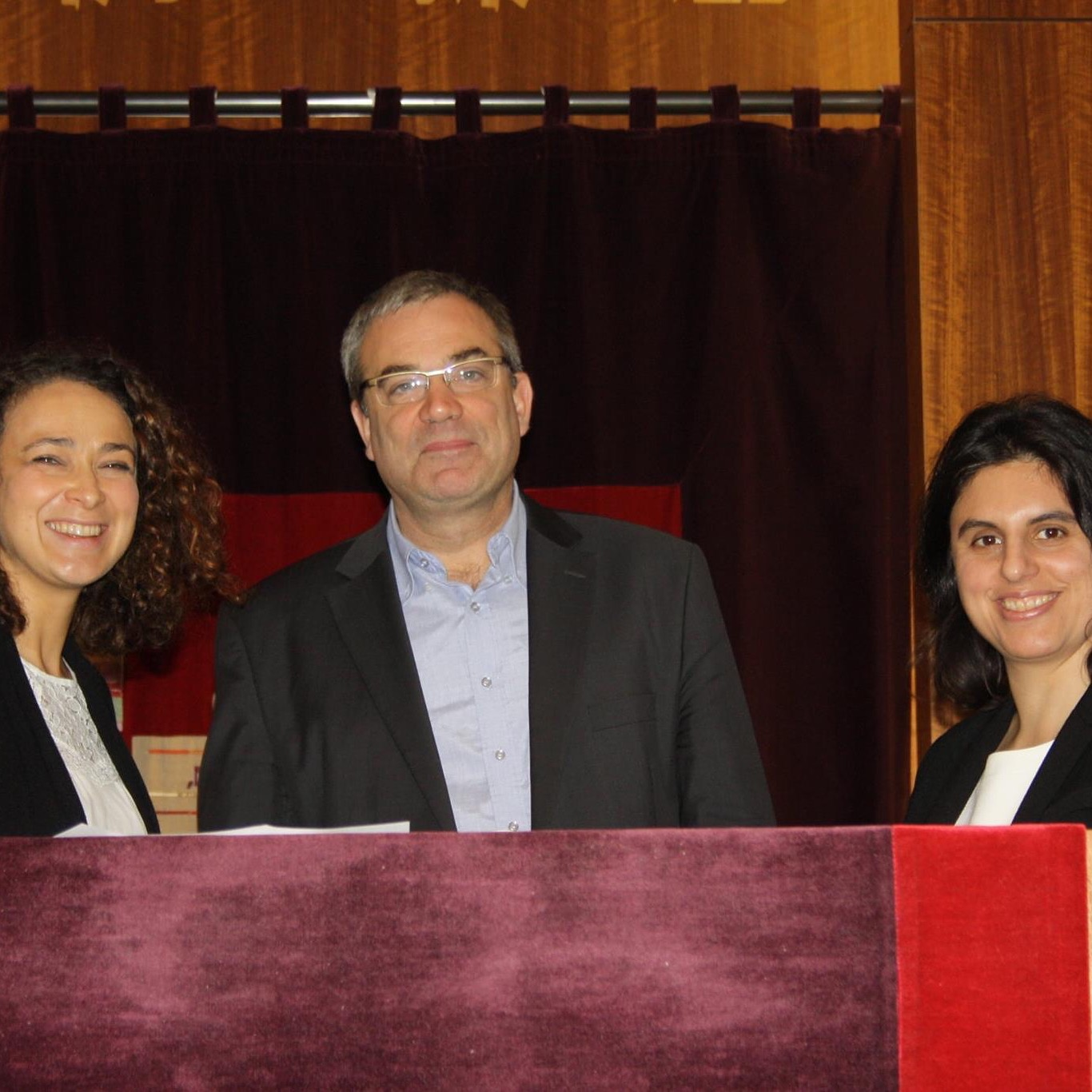
Les rabbins Delphine Horvilleur, Yann Boissière et Floriane Chinsky en 2014.

### Carrière rabbinique
Elle enseigne au Talmud-Torah à l'Union libérale israélite de France, à la synagogue Adath Shalom et au Mouvement juif libéral de France, et effectue des stages au sein des communautés Adath Shalom-Est (actuel Dor Vador, communauté massorti de l'Est parisien) et à la synagogue Eshel Avraham à Beer-Sheva.
En 2002, elle devient rabbin à Tel Aviv-Jaffa, à Omer, au kibboutz Hanaton (en) et dans la communauté massorti Yaar Ramot de Jérusalem. Elle succède au rabbin Dahan, comme rabbin de la synagogue Beth Hillel à Bruxelles, de la communauté israélite libérale de Belgique, en 2005, la première femme rabbin de Belgique,,.
En 2010, Floriane Chinsky crée la synagogue Chir Hadach à Bruxelles de mouvance massorti avec une partie de la communauté de Beth Hillel. Elle est la quatrième rabbin massorti francophone en Europe,.
À partir de 2010, elle s'occupe de la synagogue Neve shalom à Saint-Germain-en-Laye.
Depuis le 30 avril 2014, Floriane Chinsky est rabbin au Mouvement juif libéral de France pour la communauté de la Rue du Surmelin après y avoir officiée pendant huit mois à temps partiel en remplacement de Stephen Berkowitz,, devenu en 2019 Judaïsme en mouvement, à la suite du regroupement avec l'Union libérale israélite de France (ULIF). Elle y travaille aux côtés des rabbins Yann Boissière, Gabriel Farhi, Philippe Haddad, Delphine Horvilleur et Jonas Jacquelin. Elle officie dans la synagogue de Judaïsme en mouvement de l'Est parisien jusqu’en mars 2025, date où elle devient rabbin indépendante.

## Activités

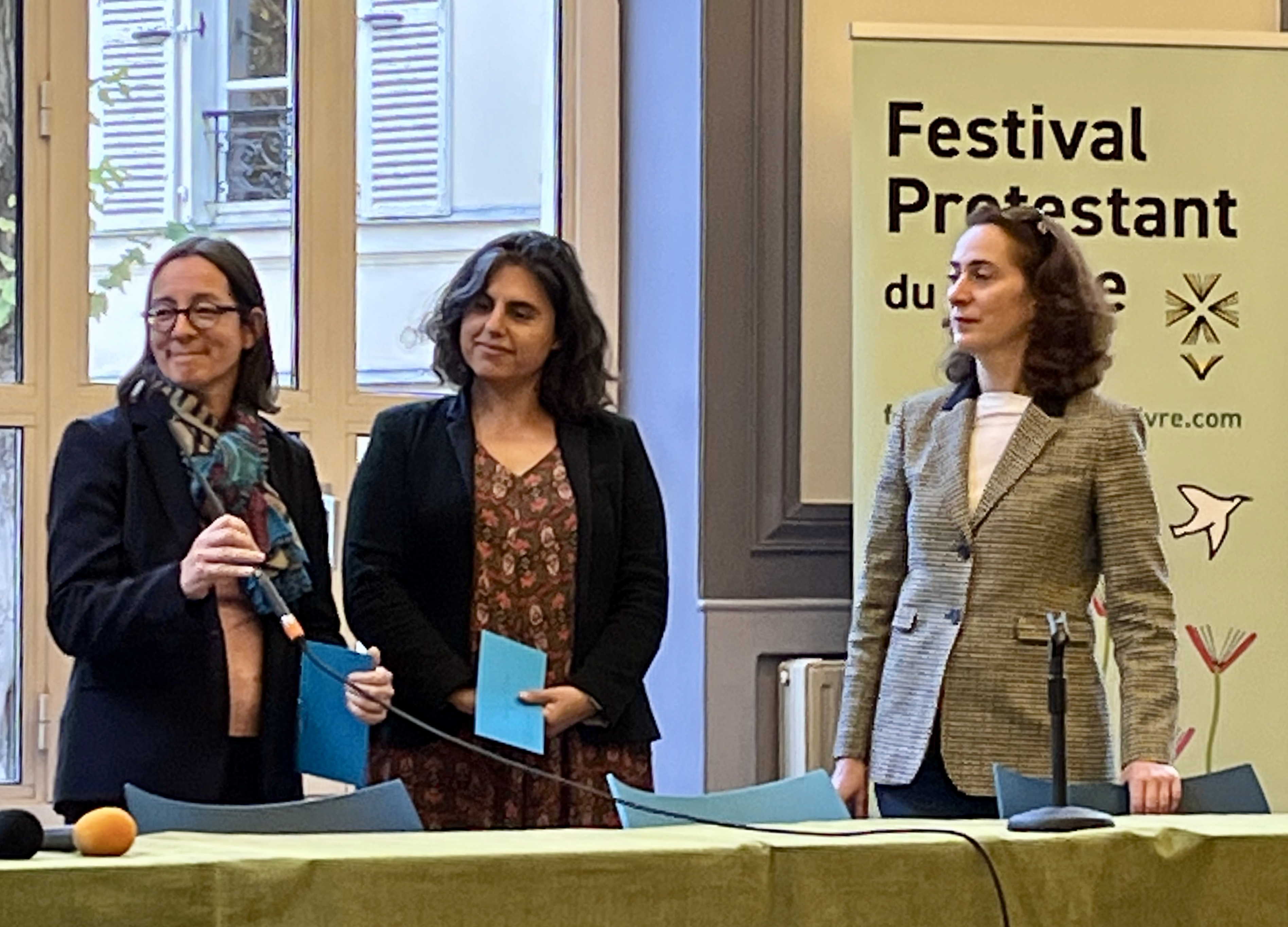
De gauche à droite : Emmanuelle Seyboldt, Floriane Chinsky et Kahina Bahloul, Festival protestant du livre 2022.

Elle anime une émission hebdomadaire à radio Judaïca entre 2011 et 2013, et est rédactrice en chef de la revue Shofar entre 2005 et 2010,
Floriane Chinsky enseigne à la faculté de théologie de l'université catholique de Louvain, entre 2011 et 2013 et à l'université Saint-Louis - Bruxelles de 2005 à 2008.
Elle participe au dialogue interconvictionnel, créant l'évènement Soukat Chalom réunisant des membres des différentes religions soutenant la démocratie, et co-publie, en 2021, un ouvrage Des femmes et des dieux, avec l'imame Kahina Bahloul et la pasteure Emmanuelle Seyboldt, présidente de l'Église protestante unie de France,.
Elle intervient sur le site Akadem. Floriane Chinsky affiche des vidéos sur sa chaine YouTube, ainsi que des commentaires sur la parasha de la semaine sur la chaîne Judaïsme en mouvement sur YouTube. En 2019, elle fonde Écoute Mutuelle CoCréer.

## Publications
- Les représentations sociales de la loi juive et de sa flexibilité[34].
- La Torah n'est pas dans le ciel : une autorité à fondement dynamique dans De l'autorité sous la direction de Bernard Van Meenen, Bruxelles, Presses de l'université Saint-Louis - Bruxelles 2006  (ISBN 978-2-8028-0175-7)[35],[36].
- La Torah commentée pour notre temps - Tome 3 - Les Nombres et le Deutéronome, de Harvey J. Fields, introduction par Floriane Chinsky,  (ISBN 978-2-36890-435-0), Paris, Le Passeur éditeur, 2017
- Les grandes figures de la Bible, collectif sous la direction de Jean-Marie Guénois et de Marie-Noëlle Thabut, Paris, éditions Tallandier, 368 p., 2018  (ISBN 979-1021032088)
- Des femmes et des dieux, avec Kahina Bahloul et Emmanuelle Seyboldt, Éditions Les Arènes, 2021  (ISBN 979-1037505217)
- En finir avec les idées fausses sur le judaïsme, les juives et les juifs, Éditions de l'Atelier, 2025  (ISBN 9782708295049)